# 光棘鬍鯰
光棘鬍鯰，為輻鰭魚綱鯰形目塘虱魚科的其中一種，分布於亞洲馬來西亞、泰國及印尼的淡水流域，本魚頭部略呈矩形，體圓筒形，體色褐色，腹部白色，體側密布白色小細點，棲息在底層水域。

## 扩展阅读
維基物種上的相關：光棘鬍鯰